# Stanislav Rudolf
Pour les articles homonymes, voir Rudolf.
Stanislav Rudolf, né le 16 février 1932 à Jičín et mort le 8 janvier 2022 à Brandýs nad Labem, est un écrivain, scénariste, monteur et dramaturge de cinéma tchécoslovaque puis tchèque.
Il est l'auteur de livres pour enfants et adolescents.

## Biographie
Issu d'une famille de cheminots, sa mère travaillait dans l'agriculture. La famille vivait à Železnice près de Jičín. Il étudie au lycée de Jičín et, au cours de ses études, en 1950, il suit également un cours pour projectionnistes de cinéma. Après avoir obtenu son diplôme d'études secondaires, il souhaite étudier à la FAMU à Prague, mais il n'est pas accepté,. Il travaille finalement pendant plusieurs mois à l'Institut de recherche sur les technologies de la radio et de la télévision à Prague. Il est ensuite diplômé de la Faculté d'éducation de České Budějovice. Après avoir obtenu son diplôme, il exerce comme enseignant dans une école primaire à Písek. Plus tard, il étudie à nouveau à l'Université pédagogique, cette fois à Prague. Au début des années 1960, il donne également des cours sur la littérature tchèque et son histoire à la Faculté d'éducation de l'Université Charles de Brandýs nad Labem, et enseigne brièvement dans d'autres écoles locales,. Il devient ensuite rédacteur en chef de Pionýrské noviny (cs) puis également rédacteur en chef du magazine Květy. De 1977 à 1982, il travaille comme pigiste, après quoi il devient scénariste et, pendant une courte période, de 1983 à 1983, également dramaturge aux studios Barrandov. Après cela, il se consacre exclusivement à l'écriture littéraire et scénaristique.

## Œuvres

### Pour enfants et adolescents
- 1969 : Metráček aneb Nemožně tlustá holka (roman, adapté au cinéma sous le titre Metráček)
- 1973 : Kopretiny pro zámeckou paní
- 1973 : Nepřeletí mne ptáci
- 1974 : Údolí krásných žab
- 1975 : Modrý déšť – zážitky z dětství
- 1977 : Metráček aneb Kosti jsou vrženy
- 1980 : Na semaforu zelená

### Pour adultes
- 1978 : Barvoslepý
- 1980 : V každém okně Julie
- 1980 : Operace mé dcery (roman, adapté au cinéma)
- 1981 : Formule 1
- 1983 : Běh znaveného koně

### Scénarios pour le cinéma
- 1971 : Metráček
- 1973 : Údolí krásných žab
- 1981 : Kopretiny pro zámeckou paní
- 1984 : Atomová katedrála
- 1986  : Operace mé dcery